# Ternopil oblast
Ternopil oblast (ukrainsk: Тернопільська область, tr. Ternopilska oblast) er en af Ukraines 24 oblaster beliggende i den vestlige del af landet.
Oblastens administrative center er byen Ternopil, Seret, en biflod til Dnestr løber igennem oblasten. Oblasten er beliggende i den vestlige del af Volyn-Podolske Højland, som er kendt for det bjerrige terræn. Blandt bemærkelsesværdige bjerge der er Kremenetsbjergene. Oblasten er også berømt for sine huler. Oblastens administrative center er byen Ternopil. En af de store floder i Ukraine Dnestr danner Ternopil oblasts sydlige og sydvestlige grænse med den tilstødende Tjernivtsi oblast og Ivano-Frankivsk oblast. Dnestrs bifloderne, der løber gennem oblasten omfatter blandt andet Zbrutj, Seret og Strypa. Seret løber gennem oblastens administrative center Ternopil. Ternopil Oblast grænser mod syd op til Tjernivtsi oblast, mod sydvest op til Ivano-Frankivsk oblast, mod nordvest Lviv oblast, mod nord op til Rivne oblast og Khmelnytskyj oblast mod øst. Ternopil oblast blev grundlagt 4. december 1939 og har et areal på 13.823 km². Oblasten har 1.021.713 (2022) indbyggere. Oblastens største by og administrative center er Ternopil (217.773). Andre større byer er Tjortkiv (29.662), Kremenets (21.729), Berezjany (18.264), Zbarazj (14.004) og Butjatj.